# Тернова (Кам'янець-Подільський район)
Тернова́, (Тернава) — село в Україні, в Новодунаєвецькій селищній територіальній громаді Кам'янець-Подільського району Хмельницької області.

## Назва
Найімовірніше назва поселення походить від назви річки Тернава. Історично зафіксовано назви: Тарнава, Велика Тернава або Польова Тернава. Сучасна видозмінена назва була затверджена указом ВР УРСР від 4 червня 1945 року.

## Історія
8 серпня 1439 року польський король Владислав ІІІ записав Сєндзіву Ґосенському 40 гривень на с. Тарнава у Смотрицькому повіті Подільської землі.
31 липня 1442 року польський король Владислав ІІІ записав Миколаю Подольці з Ґродкова 100 гривень за заслуги та 150 гривень, позичених Юрію Струмилу, на село Тарнава (Tharnawa) у Смотрицькому повіті Подільської землі.
Згадується з 1530 року як Велика Тернава або Польова Тернава на березі річки Тернава, біля села було городище, обведене трьома паралельними рядами валів.
1905 року зафіксована назва Тернава Польная.
Внаслідок поразки визвольних змагань на початку XX століття, село надовго окуповане російсько-більшовицькими загарбниками.
Радянська доба принесла колективізацію та розкуркулення, мешканці села зазнали репресій.
В 1932–1933 селяни села пережили сталінський голодомор.
4 червня 1945 року перейменовано село Польна Тернава на село Тернова.
З 1991 року село Тернова в складі незалежної України.
13 серпня 2015 року шляхом об'єднання сільських рад, село увійшло до складу Новодунаєвецької селищної громади.
17 липня 2020 року, в результаті адміністративно-територіальної реформи та ліквідації Дунаєвецького району, село Тернова увійшло до складу Кам'янець-Подільського району.

## Населення
Населення становить 555 осіб.

### Мова
У селі поширені західноподільська говірка та південноподільська говірка, що відносяться до подільського говору, який належить до південно-західного наріччя.

## Відомі люди
- В селі народився Атаманчук Григорій Климентійович — Герой Радянського Союзу.

## Галерея

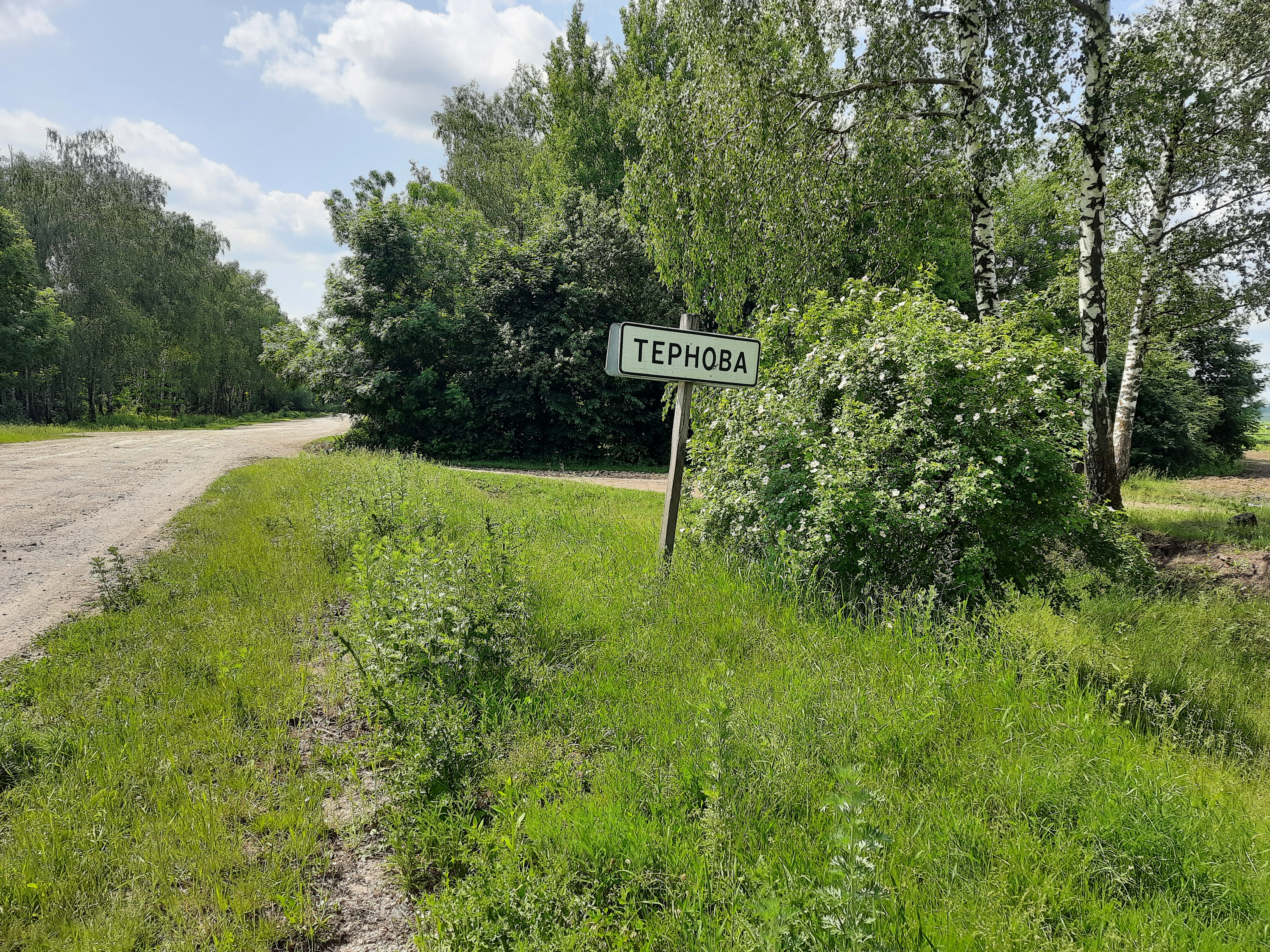
Дорожній знак при в'їзді в село
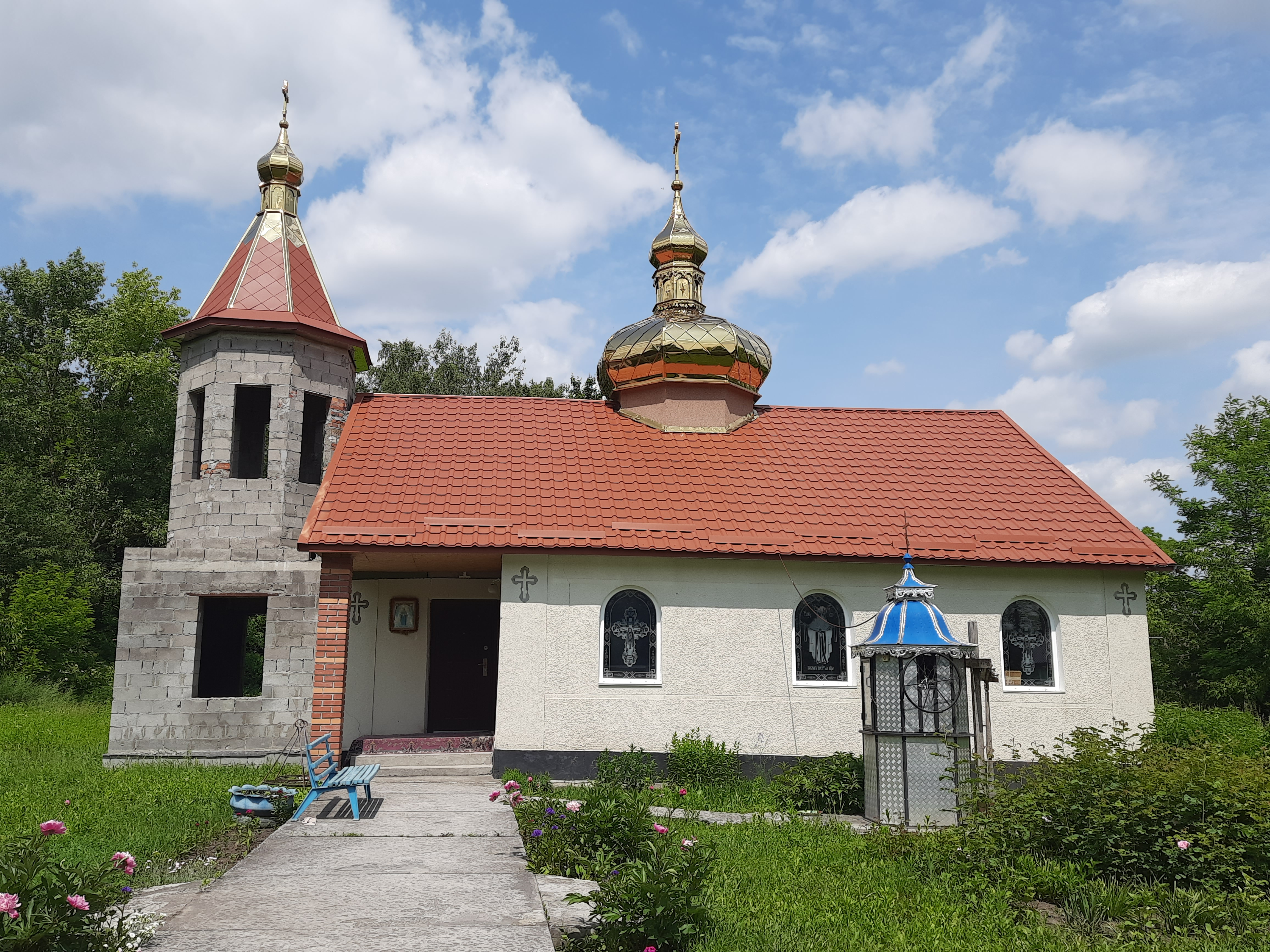
Сільська церква
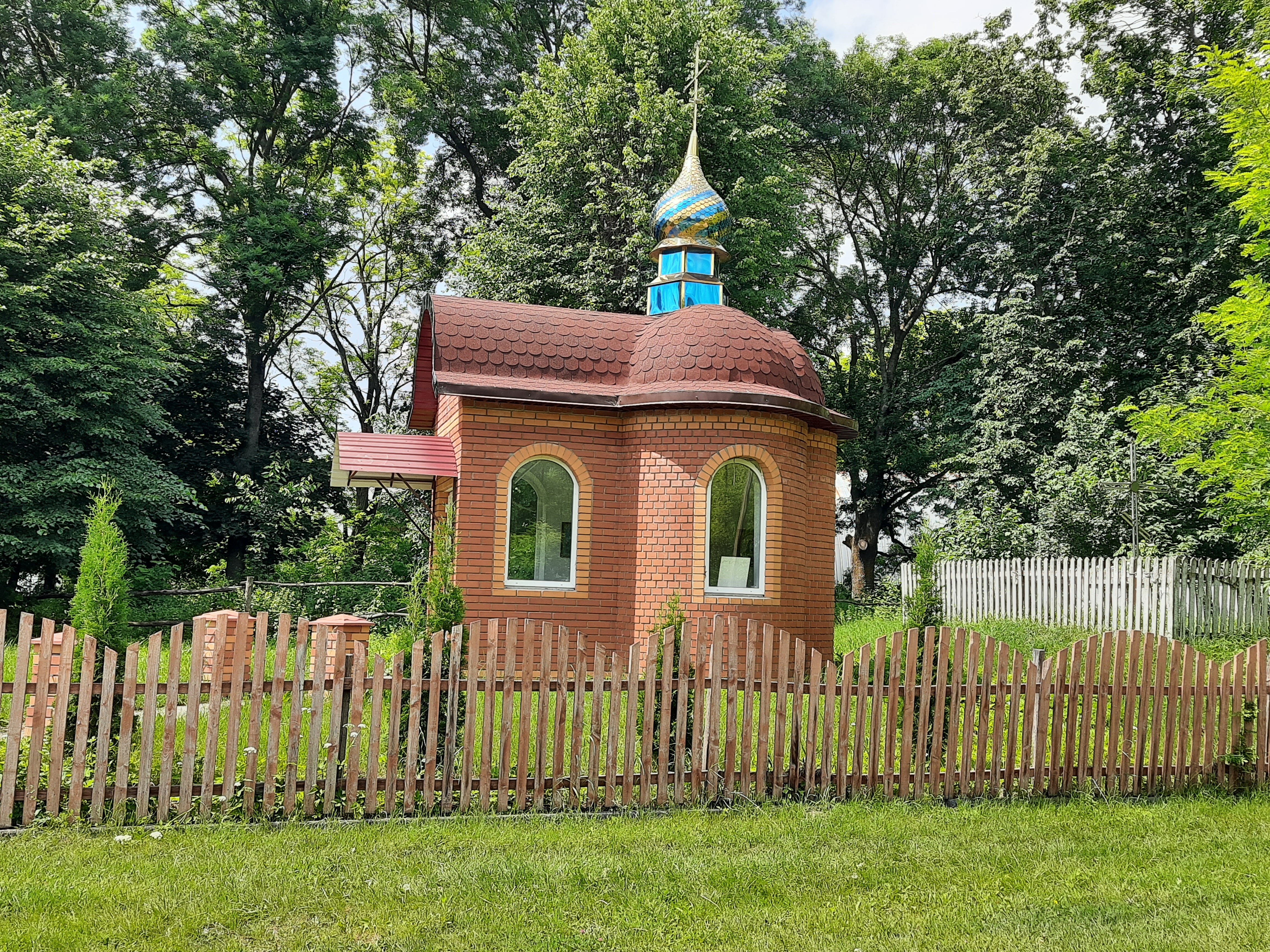
Каплиця
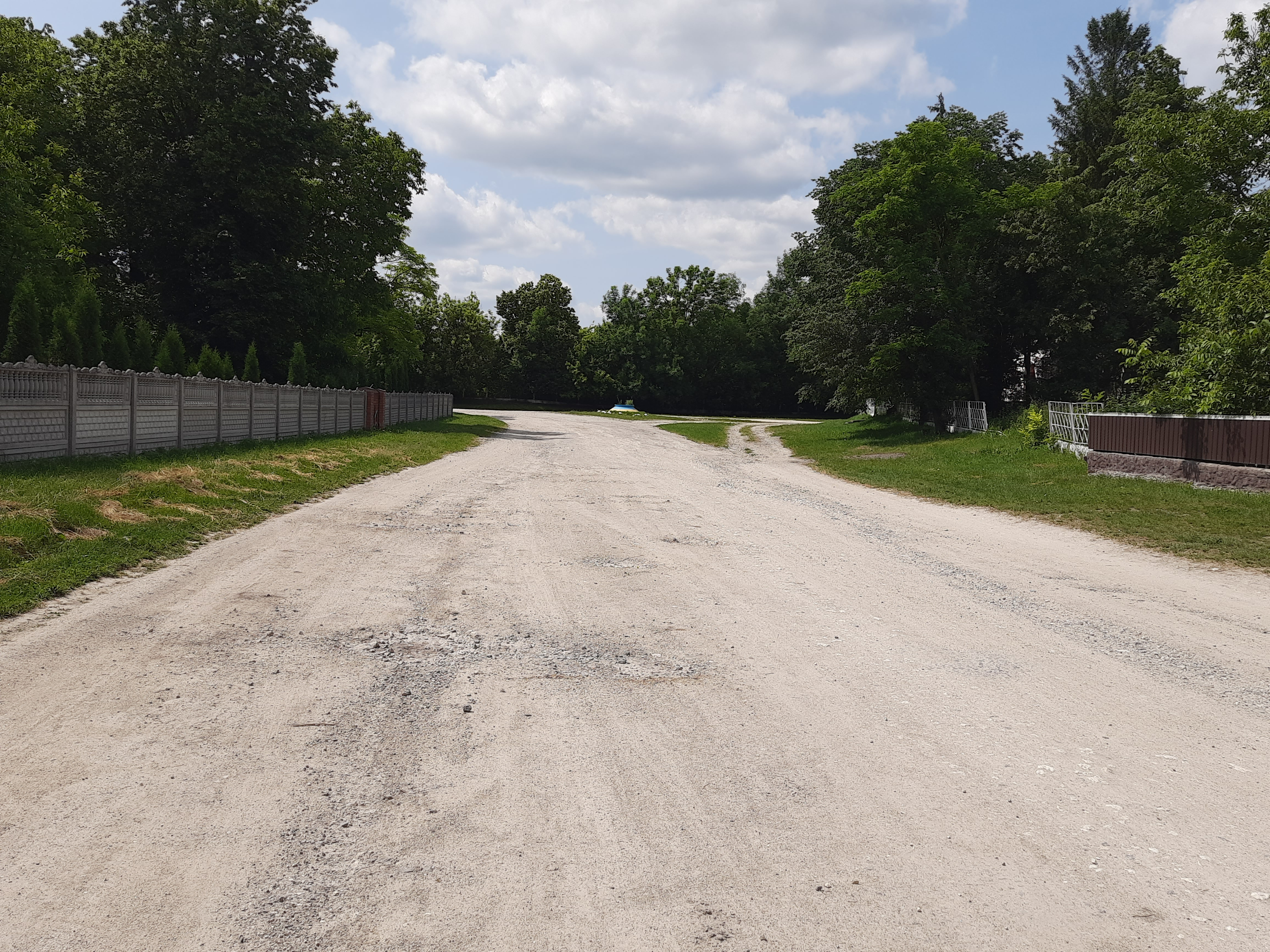
Сільська вулиця
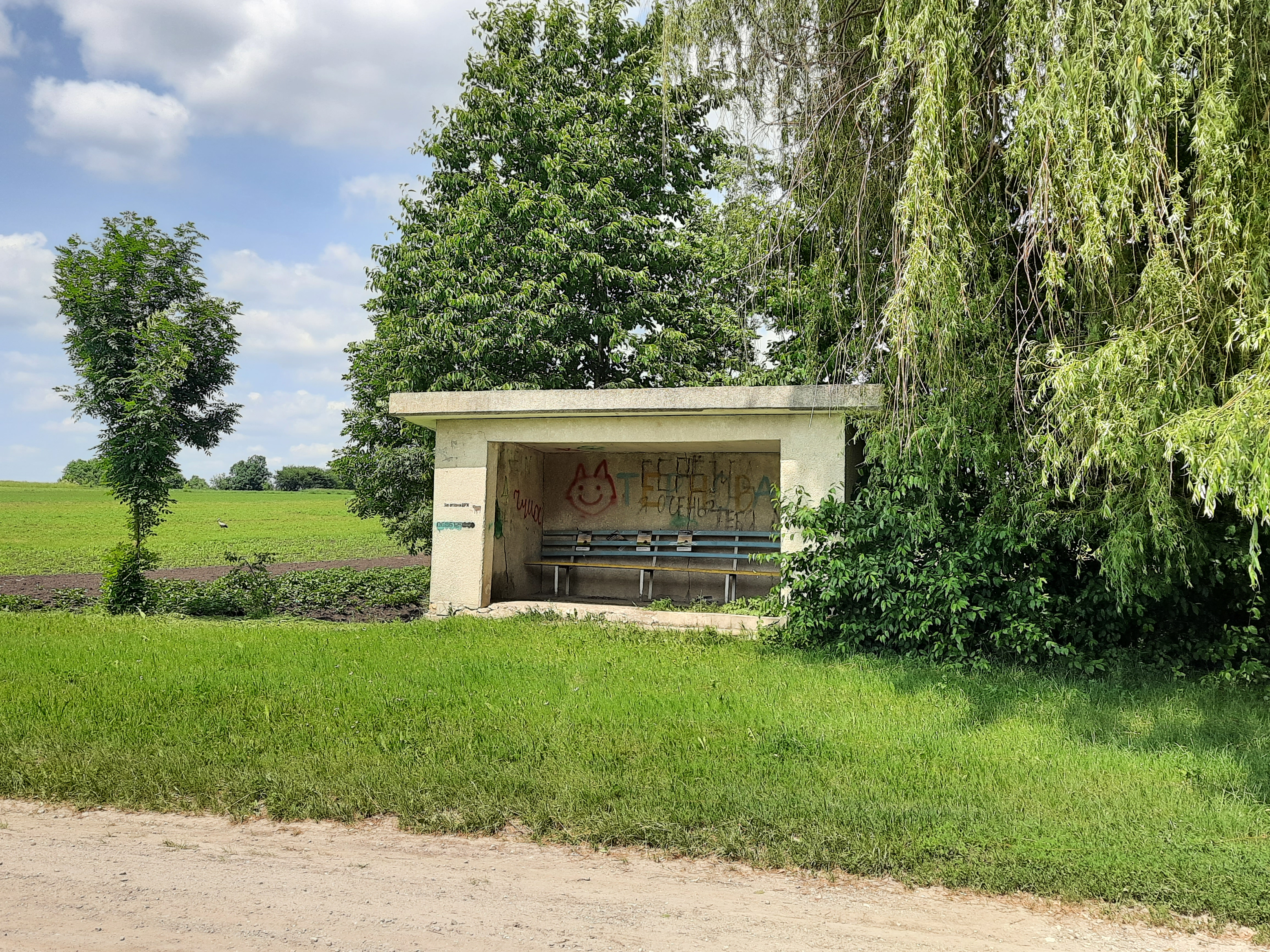
Автобусна зупинка